# Астемізол
Астемізо́л — синтетичний препарат, що є похідним піперидину та належить до антигістамінних препаратів ІІ покоління, для перорального застосування. Астемізол уперше синтезований у лабораторії бельгійської компанії «Janssen Pharmaceutica» у 1977 році, та випускався нею під торговою назвою «Гісманал». Натепер вилучений з фармакологічного обігу у зв'язку із частими побічними реакціями з боку серцево-судинної системи.

## Фармакологічні властивості
Астемізол — синтетичний препарат, що є похідним піперидину та належить до групи антигістамінних препаратів ІІ покоління. Механізм дії препарату полягає у селективному блокуванні Н1-рецепторів гістаміну, попередженні спазмів гладких м'язів, що викликаються гістаміном, у тому числі бронхоконстрікцію у хворих обструктивними захворюваннями легень, розширення капілярів та підвищення їх проникності, розвиток ангіоневротичного набряку, еритеми та свербежу шкіри та слизових оболонок. При алергічному риніті зменшує частоту чхання, сльозотечу, виділення із носових ходів та свербіж слизових носа. Астемізол практично не має холінергічної активності, блокує калієві канали кардіоміоцитів, не чинить седативного впливу на ЦНС, має слабку антисеротонінову активність. Препарат зменшує бронхоспазм, що викликаний гіпервентиляцією та фізичним навантаженням. Підвищення рівня астемізолу в крові може супроводжуватися подовженням інтервалу QT та іншими порушеннями серцевої діяльності.

### Фармакодинаміка
Астемізол швидко всмоктується в шлунково-кишковому тракті, біодоступність препарату не досліджена. Максимальна концентрація в крові астемізолу досягається протягом 1 години, одночасний прийом їжі значно знижує всмоктування препарату. Астемізол добре зв'язується з білками плазми крові. При першому проходженні через печінку швидко метаболізується з утворенням активного метаболіту — десметиластемізолу. Максимальна концентрація активного метаболіту в крові досягається протягом також 1 години. Астемізол не проникає через гематоенцефалічний бар'єр. Препарат проникає через плацентарний бар'єр та виділяється в грудне молоко. Метаболізується астемізол в печінці. Період напіввиведення препарату з крові становить 1 добу. Виведення астемізолу та його активного метаболіту двофазне, у першій фазі (розподілу) період напіввиведення складає 20 годин; у другій фазі (виведення) — 7—11 діб, кінцевий період виведення астемізолу з організму може складати 19 діб. Виводиться астемізол у вигляді метаболітів переважно з жовчю, а також із сечею, при порушеннях функції печінки можливе збільшення часу напіввиведення препарату.

## Показання до застосування
Астемізол застосовувався при різних алергічних захворюваннях та станах — алергічному риніті та кон'юнктивіті, кропив'янці, контактному та алергічному дерматиті, ангіоневротичному набряку, при бронхіальній астмі як допоміжна терапія.

## Побічна дія
При застосуванні астемізолу можливі наступні побічні ефекти:
- Алергічні реакції — рідко висипання на шкірі, свербіж шкіри, кропив'янка, набряк Квінке, анафілактоїдні реакції, гарячка, фотосенсибілізація.
- З боку травної системи — часто нудота, діарея, збільшення апетиту, біль у животі, сухість в роті; рідко жовтяниця, гепатит.
- З боку дихальної системи — рідко фарингіт, бронхоспазм; при застосуванні у високих дозах — носова кровотеча.
- З боку нервової системи — часто головний біль, загальна слабість, сонливість; нечасто запаморочення, нічні кошмари, нервозність, парестезії, судоми; рідко депресія, кон'юнктивіт.
- Інші побічні ефекти — при тривалому застосуванні збільшення маси тіла, артралгія, міалгія, кровотечі або крововиливи.
- Зміни в лабораторних аналізах — рідко підвищення рівня активності амінотрансфераз в крові.

Найважчими побічними ефектами астемізолу є побічні ефекти з боку серцево-судинної системи. При застосуванні астемізолу можуть спостерігатися тахікардія, тахіаритмії, подовження інтервалу QT, гіпотензія, зупинка серця, екстрасистолія, фібриляція шлуночків, аритмії по типу torsades de pointes. Найчастіше кардіотоксичний ефект спостерігається при застосуванні астемізолу з макролідами (еритроміцином, спіраміцином, кларитроміцином, джозаміцином), похідними нітроімідазолу, похідними азолу (кетоконазолом, флуконазолом, ітраконазолом). Побічні ефекти з боку серцево-судинної системи можуть спостерігатись також при застосуванні астемізолу з інгібіторами захоплення серотоніну (флувоксаміном, циталопрамом, пароксетином), фторхінолонами (моксифлоксацином, спарфлоксацином), цизапридом, хініном, антиаритмічними препаратами І та ІІІ класів (найчастіше аміодароном), триметопримом, інгібіторами протеази, антидепресантами, препаратами літію.

## Протипоказання
Астемізол протипоказаний при підвищеній чутливості до препарату, при виражених порушеннях функції печінки, гіпокаліємії, гіпомагніємії, подовженні інтервалу QT на ЕКГ, дітям до 2 років, при сумісному застосуванні з препаратами, що подовжують інтервал QT на ЕКГ, при вагітності та годуванні грудьми.

## Форми випуску
Астемізол випускався у вигляді таблеток по 0,005 та 0,01 г і 0,1 % суспензії для прийому всередину по 50 та 100 мл. Реєстрація препарату в Україні закінчилась 14 травня 2009 року.